# Prada (Star Trek: Deep Space Nine)
„Prada” (titlu original: „Captive Pursuit”) este al șaselea  episod din primul sezon al serialului TV american științifico-fantastic Star Trek: Deep Space Nine. A avut premiera la 31 ianuarie 1993.

## Prezentare
O'Brien se împrietenește cu un extraterestru din Cuadrantul Gamma care a fost creat pentru a fi vânat.

## Actori ocazionali
- Scott MacDonald - Tosk
- Gerrit Graham - The Hunter
- Kelly Curtis - Miss Sarda